# Heinävesi
Heinävesi est une commune finlandaise de la région de Carélie du Nord (Pohjois-Karjalan maakunta) et de la province de Finlande orientale (Itä-Suomen lääni).

## Histoire
La première chapelle est construite en 1748. Une église plus importante est édifiée par Carl Ludwig Engel mais est détruite par un incendie en 1877. La nouvelle église est bâtie en 1890-1891 selon les plans de Josef Stenbäck. C'est aujourd'hui une des plus grandes églises en bois du pays.
Pendant la Guerre d'Hiver, en novembre 1939, les monastères orthodoxes de Carélie sont démantelés à la hâte avant leur capture par l'URSS et les moines et icônes transférés en Finlande.
Seuls deux monastères ont depuis rouvert leurs portes, tous deux sur la commune d'Heinävesi :
- Le monastère de Nouveau Valamo, émanation du grand complexe monastique de l'île de Valaam sur le Lac Ladoga et du monastère de Petsamo.
- Le petit couvent de Lintula.

## Géographie
La commune compte de très nombreux lacs (les plus notables étant le Juojärvi et le Kermajärvi) et est traversée par la voie lacustre historique reliant Kuopio à Savonlinna. Les principales difficultés, contournées par des écluses, se situent à Heinävesi. C'est pourquoi la route navigable a reçu le nom d'Heinäveden Reiti, ou voie d'Heinävesi.
Aujourd'hui, les écluses et la voie navigable sont classées paysage national par le ministère de l'environnement.
La commune est traversée par la nationale 23.
La municipalité est entourée par les régions et municipalités suivantes :
- Savonie du Nord : Leppävirta à l'ouest, Tuusniemi au nord, et Varkaus au sud-ouest depuis début 2005 et la fusion de Varkaus et de Kangaslampi.
- Carélie du Nord : Outokumpu au nord (de l'autre côté du lac Juojärvi, pas de frontière terrestre), Liperi à l'est.
- Côté Savonie du Sud, Savonranta au sud-est et Enonkoski au sud. Heinävesi partage avec ces deux communes le Parc national de Kolovesi.

## Démographie
Depuis 1980, l'évolution démographique de Heinävesi est la suivante:
| Année      | 1980  | 1985  | 1990  | 1995  | 2000  | 2005  |
| ---------- | ----- | ----- | ----- | ----- | ----- | ----- |
| population | 5 785 | 5 621 | 5 065 | 5 065 | 4 578 | 4 311 |

| Année      | 2010  | 2015  | 2020  |
| ---------- | ----- | ----- | ----- |
| population | 3 912 | 3 574 | 3 251 |

## Transports
La route nationale 23 l'une des voies de circulation transfrontalières les plus importantes de Finlande, traverse le nord d'Heinävesi.
La route régionale 476 est-ouest traverse la municipalité, elle va de la route nationale 23 jusqu'à Liperi et Joensuu.
Parmi les autres routes importantes d'Heinävesi, les routes régionales 542, 476, 477 et 474.
Heinävesi est traversée par la route des églises de Carélie.
La ville la plus proche, Varkaus, est à environ 45 kilomètres.
L'aérodrome de Varkaus est à environ 75 kilomètres.
La gare d'Heinävesi est sur la ligne Pieksämäki–Joensuu.

## Politique et administration

### Conseil municipal
Les 17 conseillers municipaux sont répartis comme suit:
| Parti   | Parti                              | Sièges 2021–2025 |
| ------- | ---------------------------------- | ---------------- |
|         | Parti social-démocrate de Finlande | 5                |
|         | Vrais Finlandais                   | 3                |
|         | Parti de la Coalition nationale    | 3                |
|         | Parti du centre                    | 5                |
|         | Heinäveden Sitoutumattomat         | 1                |
|         | Chrétiens-démocrates               | 0                |
| Sources |                                    |                  |

## Lieux et monuments
| - Monastère de Nouveau Valamo - Couvent de Lintula - Église d'Heinävesi - Parc national de Kolovesi | - Canal de Varistaipale - Canal de Kortekannas - Canal de Taivallahti - Voie navigable d'Heinävesi |

## Personnalités
- Väinö Kotilainen, homme politique
- Jukka Leino, skieur alpin

## Galerie

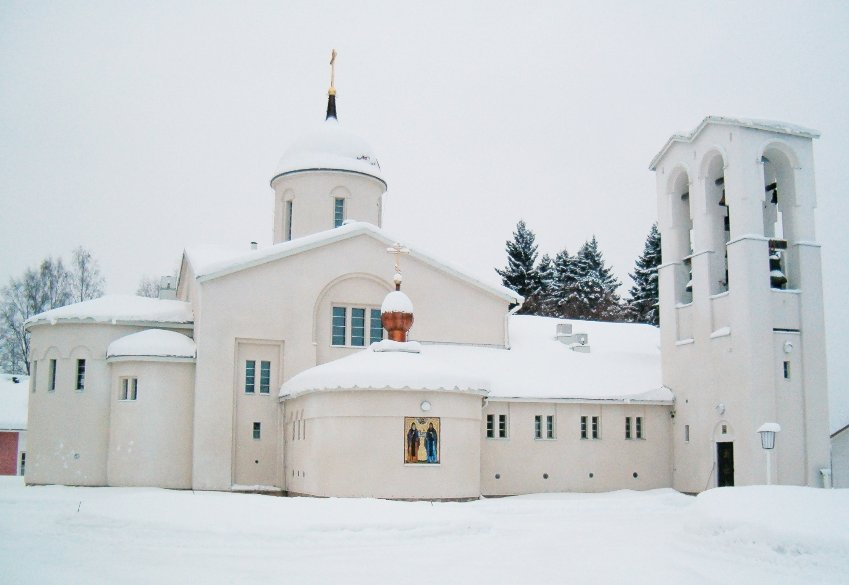
Monastère de Nouveau Valamo.
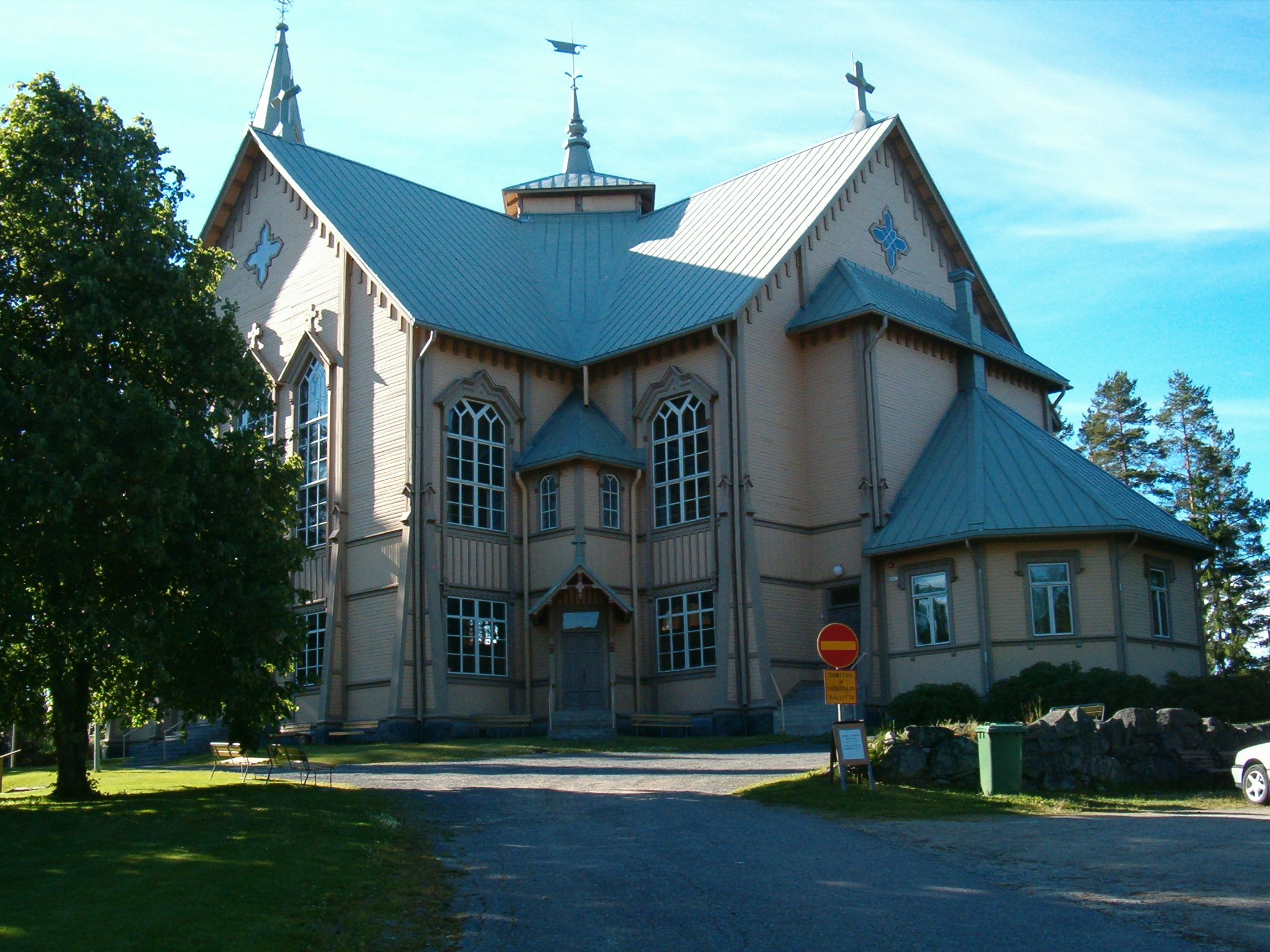
L'église de Heinävesi
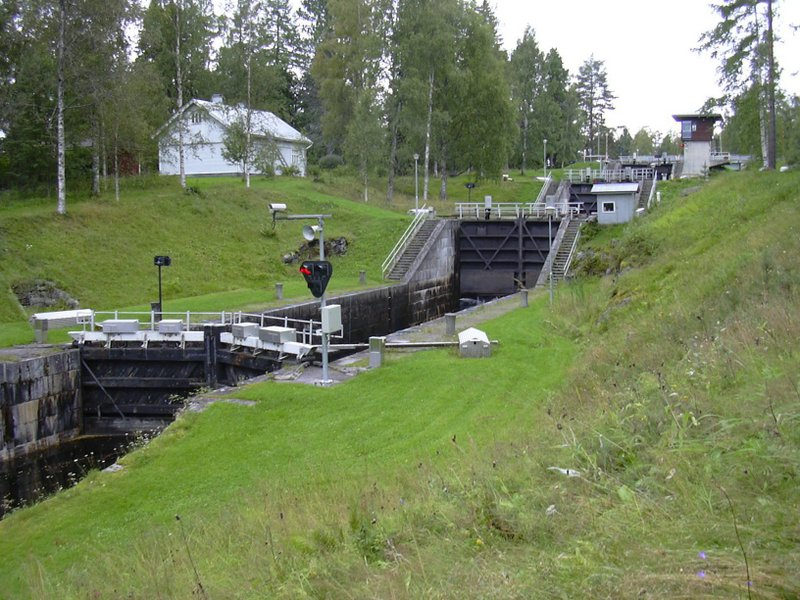
Écluses du canal de Varistaipale.
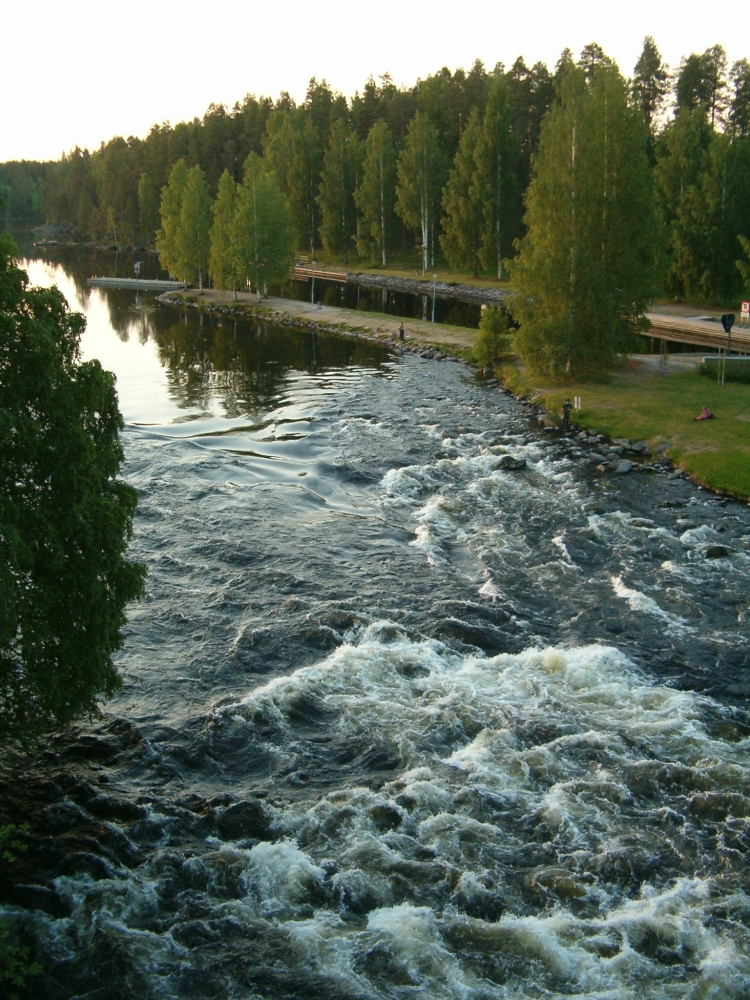
Rapides de Karvionkoski.
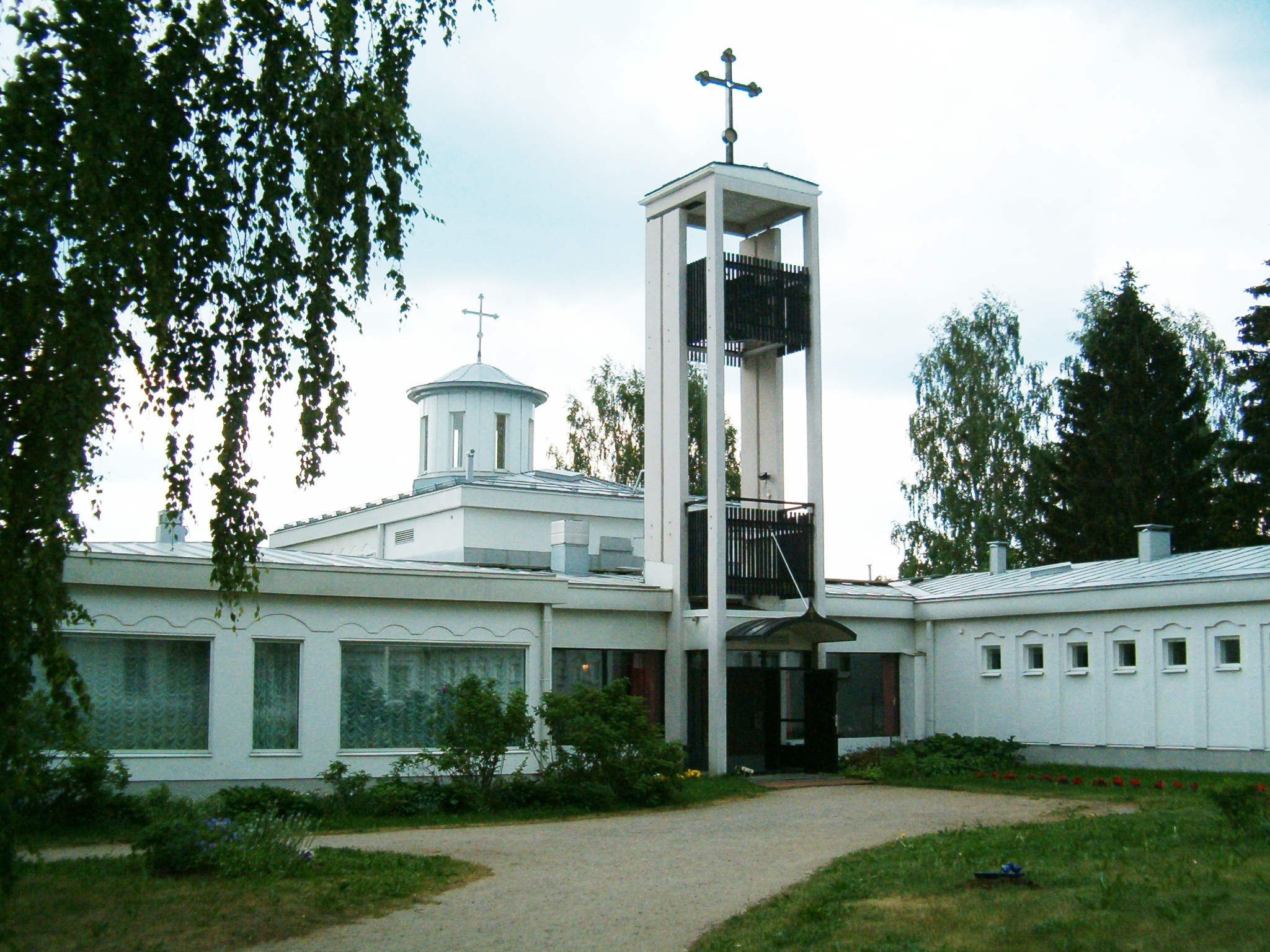
Église du couvent de Lintula.
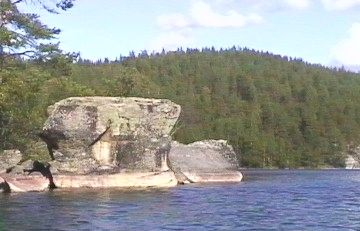
Parc national de Kolovesi.
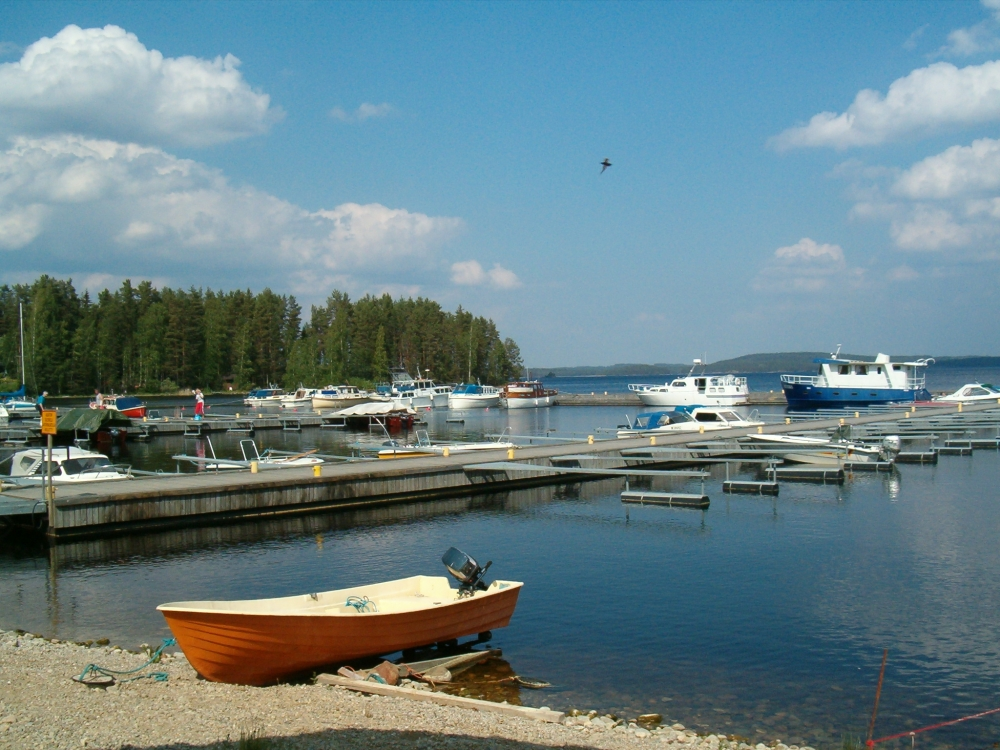
Port d'Henävesi.
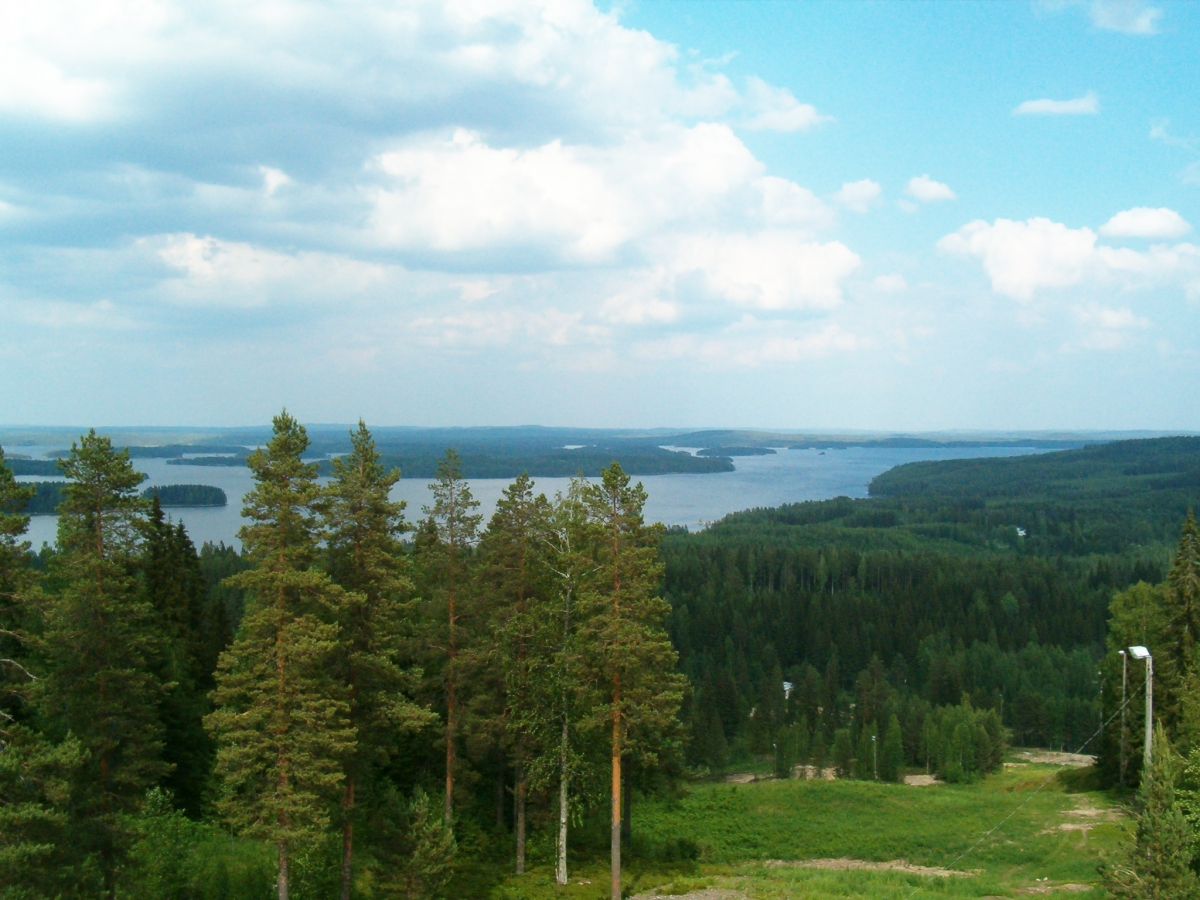
Le lac Kermajärvi vu de Pääskyvuori.
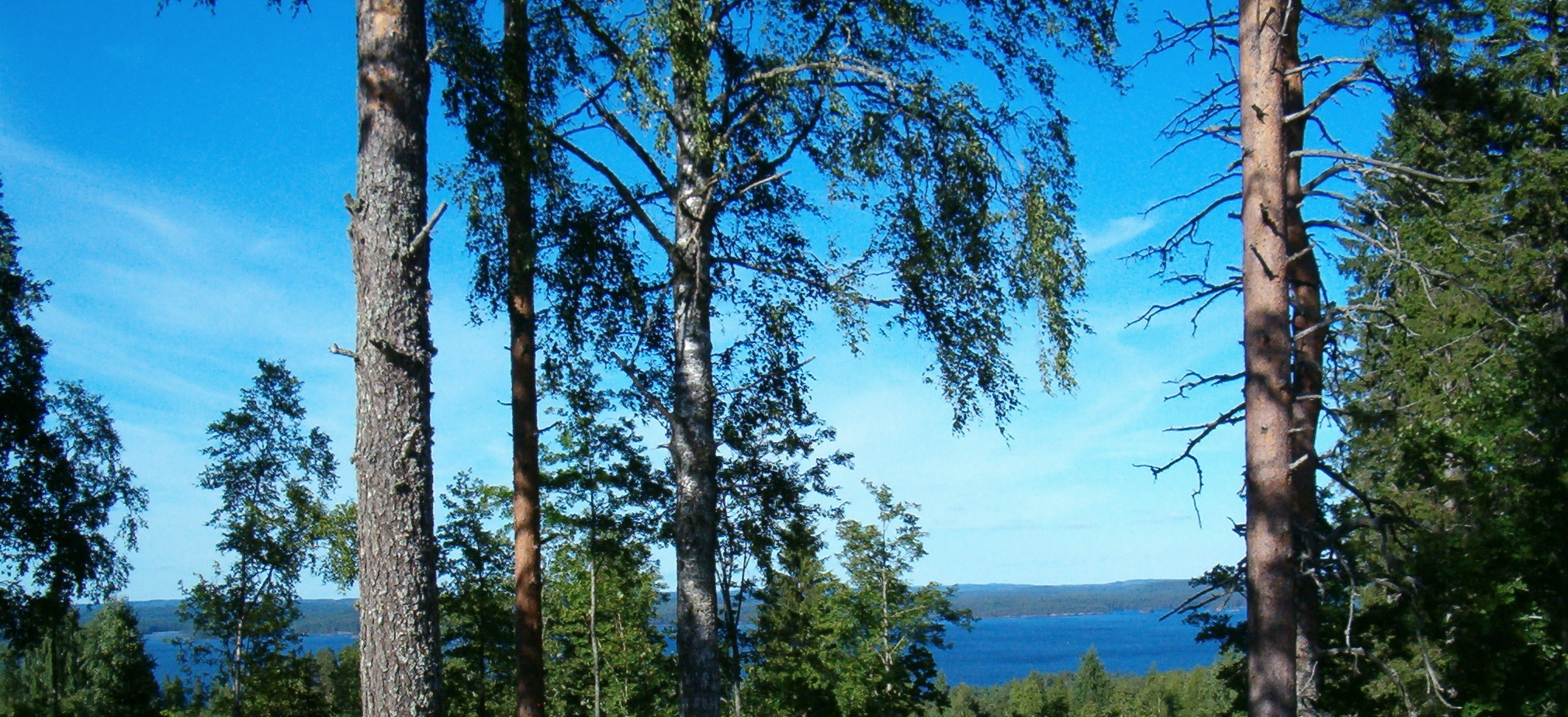
Lac Kermajärvi
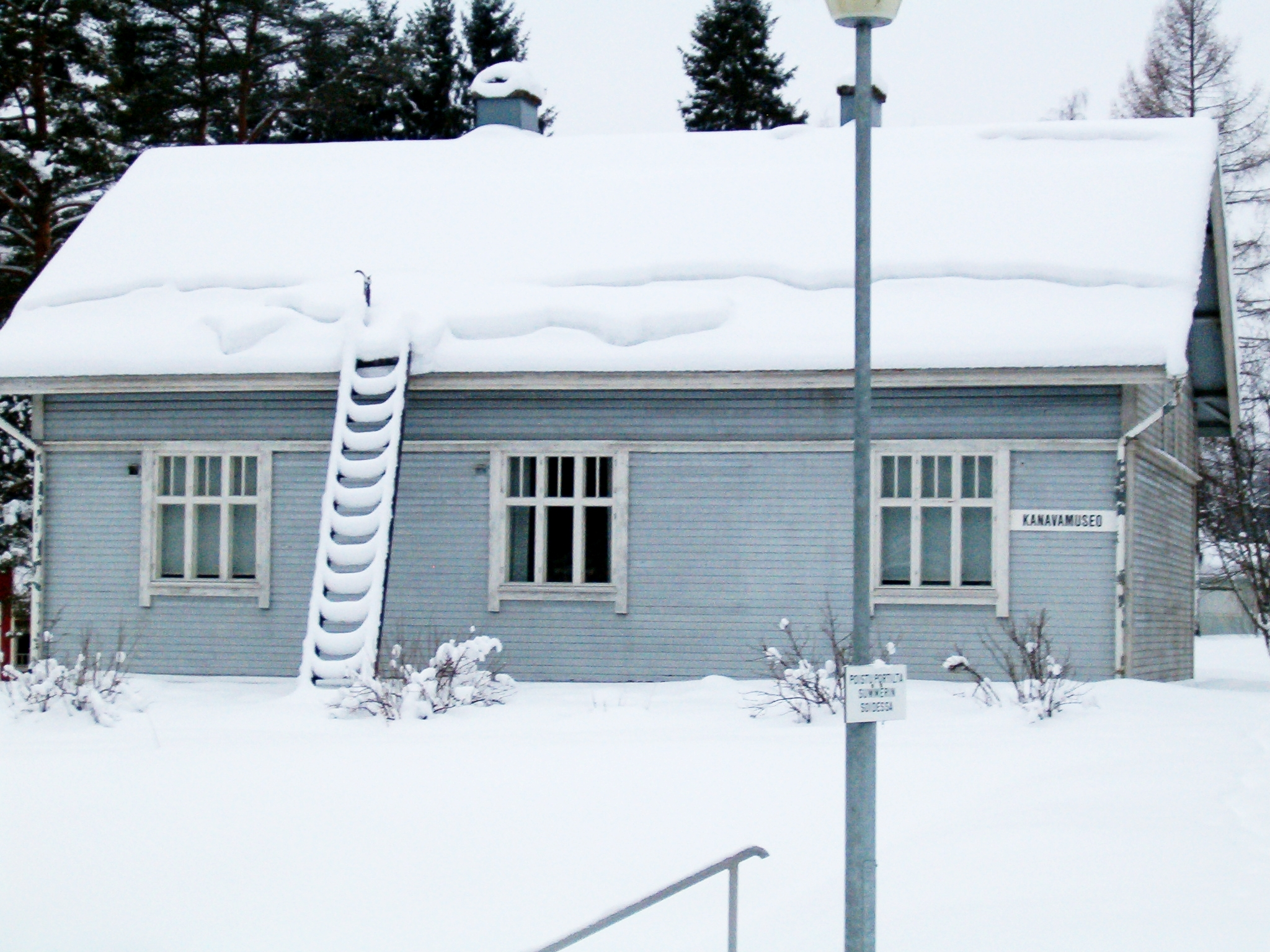
Musée du canal de Varistaipale.